# Million Dollar Hotel
Million Dollar Hotel (ang. The Million Dollar Hotel) – amerykańsko-niemiecko-brytyjski film fabularny z 2000 roku w reżyserii Wima Wendersa. Zdjęcia kręcono w Los Angeles.

## Opis fabuły
Na tle niezwykłego hotelu, udzielającego schronienia przed brutalną rzeczywistością istnej ludzkiej menażerii rozgrywa się dramat. Historię opowiada Tom Tom, mało rozgarnięty młodzieniec, który właśnie popełnił samobójstwo, skacząc z dachu hotelu. Wraca myślami do przeszłości i opowiada o podobnej śmierci innego mieszkańca "The Million Dollar Hotel", Izzy'ego, syna powszechnie znanego miliardera. Do zbadania tajemniczej śmierci Izzy'ego oddelegowano detektywa Skinnera z FBI (Mel Gibson).
Agent federalny, próbując wyjaśnić, czy było to samobójstwo, czy morderstwo, wywraca do góry nogami życie tych osobliwych mieszkańców. Wśród nich mamy "niespełnionego artystę" – Geronimo, uważającego się za piątego członka zespołu The Beatles – Dixiego, stwarzającego pozory opóźnionego w rozwoju – Tom Toma, czy bezbronną – Eloise. To właśnie w niej zakochuje się Tom Tom. W filmie klarują się dwa światy – racjonalny, w którym dominuje miłość pomiędzy Tom Tomem i Eloise i irracjonalny, w którym do "normalnego" hotelu wkracza wielkimi krokami "nienormalna" rzeczywistość.

## Obsada
- Jeremy Davies – Thomas T. Barrow vel Tom Tom
- Milla Jovovich – Eloise
- Mel Gibson – Agent Skinner
- Jimmy Smits – Geronimo
- Peter Stormare – Dixie
- Amanda Plummer – Vivien
- Gloria Stuart – Jessica
- Tom Bower – Hector
- Donal Logue – Charley Best
- Bud Cort – Shorty
- Julian Sands – Terence Scopey
- Conrad Roberts – Stix
- Harris Yulin – Stanley Goldkiss
- Charlayne Woodard – Jean Swift
- Ellen Cleghorne – Marlene[4]

W epizodach i rolach cameo wystąpili m.in.: Tim Roth, Bono i sam reżyser.